# 高麗氏
高麗氏（こまうじ、こまし）は、日本の氏族のひとつ。「狛」や「巨萬」とも表記されることがあった。

## 高句麗渡来氏族
高句麗王族と高句麗国の人を祖先とする渡来系氏族である。姓は王、使主、朝臣。

### 概要
668年の王族を含む多数の高句麗人が日本に亡命している。また、それ以前から高句麗から日本列島に移住し定着した人々も存在した。彼らの一部が「高麗」の氏姓を称したものと推測されている。
703年（大宝3年）に高句麗の王族と推測される高麗若光が王のカバネを与えられる。716年（霊亀2年）、朝廷は武蔵国に高麗郡（埼玉県日高市）を設立し、高句麗からの帰化人を移住させた。
武蔵国高麗郡の高麗神社の宮司は若光の子孫を称しており、現在の宮司は若光から数えて60代目とされる。若光系の高麗氏としては、この家系が知られているのみである。高麗神社には若光を祖とする「高麗氏系図」が伝来している。
750年（天平勝宝2年）には高句麗第19代広開土王の5代の孫背奈福徳後裔の福信ら一族が朝臣の姓を与えられる。当時、渡来人系氏族に朝臣を与えるのは異例であった。なお、のちに福信は氏を高倉と改めている。
同族に高句麗第22代安臧王3代の孫から発祥した狛氏がある。
南北朝時代に、武蔵国で室町幕府に属して活動した武将に高麗経澄がある。

### 一族
高麗王若光系（高麗神社社家）
- 高麗若光
- 高麗家重‐若光の長男（高麗神社創建）
- 高麗聖雲‐若光の三男

高麗朝臣系
- 背奈福徳（背奈氏始祖）
- 背奈福光‐福徳の子
- 背奈行文‐福徳の子
- 高倉福信‐福光の子（高倉氏始祖）
- 高倉福主‐福光の子
- 高倉福延‐福光の子
- 高麗大山‐行文の子
- 高倉石麻呂‐福信の子
- 高倉山岳‐福信の子
- 高倉乙人‐福延の子
- 高倉殿守‐大山の子
- 高倉殿継‐大山の子

### 系譜
高麗神社社家（高麗王若光系）系図
```
 
宝蔵王

　　┃
　 
高麗若光

　　┣━━━┓
　 
家重
　　
聖雲

　　┃
　 
弘仁

　　┃
　 （高麗神社社家）
```

高麗朝臣系図
```
 
広開土王

　　┃
　（略）
　　┃
　
延興王

　　┃
　（略）
　　┃
　 
福徳

　　┣━━━┓
　 
行文
　　
福光

　　┃　　　┗━━━┳━━━┳━━━┓
　 
大山
　　　　　　
福主
　　
福延
　　
福信

　　┣━━━┓　　　　　　　┃　　　┣━━━┓
　 
殿守
　　
殿継
　　　　　　
乙人
　　
山岳
　 
石麻呂
```

### 派生氏族
- 新井氏
- 吉川氏
- 勝氏
- 井上氏
- 新氏
- 神田氏

## 桓武平氏秩父氏族の高麗氏
桓武平氏秩父氏系の高麗氏。秩父武基の長男・武家（）が高麗氏を称した。現在も秩父の近く（現:埼玉県日高市）に「高麗」の地名が残っているようにその周辺を拠点としていた。
一族に信濃白河氏、備中赤木氏、越後色部・本庄氏がある。